# Macrocarpaea ypsilocaule
Macrocarpaea ypsilocaule är en gentianaväxtart som beskrevs av Jason Randall Grant. Macrocarpaea ypsilocaule ingår i släktet Macrocarpaea och familjen gentianaväxter. Inga underarter finns listade i Catalogue of Life.